# Xu Deng
Xu Deng, född i Minzhong (Quanzhou), död efter cirka år 200, var en kinesisk läkare.
Xu Deng var verksam som praktiserande läkare i Kina omkring år 200. Han är känd i historien för att han föddes som kvinna men bytte kön till man. Exakt hur det gick till; om det var en faktiskt kirurgisk process, eller om det syftar på att Xu Deng helt enkelt började klä sig och leva som en man och därmed antog en mansroll, är inte längre känt. Under seklens gång har han också blivit känd för de legender som berättas om hans påstådda magiska förmågor. 